# Radio libre Albemuth
Ne doit pas être confondu avec Radio Free Albemuth (film).
Radio libre Albemuth (titre original : Radio Free Albemuth) est un roman de science-fiction de Philip K. Dick publié aux États-Unis en 1985 et en France en 1987. Ce livre posthume a été rattaché à La Trilogie divine.

## Résumé
L'écrivain de SF Phil Dick s'inquiète pour son meilleur ami Nicholas Brady. Dans ces États-Unis policiers conduits par Ferris F. Fremont aidé de ses milices, les Amis du Peuple Américain, Nicholas s'est mis à prétendre recevoir dans son sommeil des messages d'origine inconnue mais en tous les cas, non humaine. S'agit-il de Dieu ? D'extra-terrestres ? D'autre chose ?
Mais que croire, que faire quand Nicholas, sur les suggestions de cette « voix », change de vie ? Quand, sous les yeux de Phil, il transmet des informations médicales permettant de sauver celle de son fils, juste après avoir été frappé par un étrange rayon de lumière rose ? Quand cette entité non-terrestre suggère de s'opposer à Ferris F. Fremont ?

## Analyse
C'est un livre à part dans l'œuvre de Philip K. Dick. D'abord intitulé Valisystem A il s'inscrivait dans la continuité de Coulez mes larmes, dit le policier mais fut refusé par l'éditeur. Philip K. Dick, alors déjà dans l'écriture de S.I.V.A., premier volet de La Trilogie Divine, l'abandonna et l'offrit à son ami Tim Powers, lui aussi écrivain de science-fiction. Cette œuvre ne fut publiée qu'après sa mort sous le titre de Radio Libre Albemuth, grâce à Paul Williams, exécuteur testamentaire chargé de la succession littéraire de Dick et également fondateur de la Philip K. Dick society. Document de travail ou roman original, les similitudes avec la trilogie sont nombreuses mais les différences narratives et les parties autobiographiques en font une entrée unique dans le processus créatif de l'auteur.
Via le personnage de Ferris F. Fremont (FFF, soit 666, le nombre du diable, en alphanumérique), Philip K. Dick vise Richard Nixon qu'il considérait comme le mal absolu. On pourrait y voir aussi une allusion à Joseph McCarthy (1908-1957) et sa chasse aux sorcières (« red scare » — terreur rouge — Maccarthisme). Chaque individu est potentiellement suspect de collusion avec « l'ennemi communiste ».

## Extraits
« Les USA et l'URSS, réalisais-je, étaient les deux sections de l'Empire tel qu'il avait été découpé par l'empereur Dioclétien à des fins purement administratives ; au fond, il s'agissait d'une unique entité, avec un unique système de valeurs. Et son système de valeurs se résumait à la notion de suprématie de l'État. L'individu comptait pour rien selon ses critères d'évaluation, et les individus qui se retournaient contre l'État et engendraient leurs propres valeurs étaient l'ennemi. »
« L'aide qui te parvient provient d'un univers parallèle. Une autre Terre qui a suivi un développement historique différent du nôtre. Celle-ci semble ne pas avoir traversé la révolution protestante, la Réforme ; le monde s'est sans doute trouvé divisé entre le Portugal et l'Espagne, les deux plus grandes puissances catholiques. Leurs sciences évolueraient, servantes d'objectifs religieux et non d'objectifs rationnels comme nous avons dans notre univers. Tu as tous les éléments pour ça : une aide de nature manifestement religieuse, en provenance d'un univers, d'une Amérique contrôlée par la première puissance maritime catholique. »